# Observatori espacial Herschel
L'Observatori espacial Herschel és una missió de l'Agència Espacial Europea. El llançament es va realitzar el 14 de maig de 2009 a bord d'un Ariane 5 juntament amb l'observatori  Planck, en previsió que entrin en òrbita a 1,5 milions de km de la Terra, en el segon dels punts de Lagrange del sistema Terra-Sol.
La missió era anomenada anteriorment Far Infrared and Submilimetre Telescope (FIRST), i fou el primer observatori espacial a cobrir completament l'infraroig llunyà i longituds d'ona submil·limètriques, i el seu telescopi té el major mirall desplegat mai en l'espai (3,5 m). Aquest observatori estarà especialitzat en l'observació d'objectes distants, poc coneguts. Per al correcte funcionament dels instruments s'han de mantenir refrigerats per sota dels 2 K (-271 °C)
L'observatori té aproximadament 7 metres de longitud i pesa unes 3,25  t. La major part del pes de la sonda és degut als dipòsits d'heli usats per generar les temperatures necessàries per als detectors d'infrarojos.
La missió va ser nomenada en honor de William Herschel, descobridor de l'espectre infraroig.

## Objectius
Els objectius de la missió són:
- Estudiar la formació de galàxies en l'univers primitiu i la seva evolució.
- Investigar la creació d'estrelles i la seva interacció amb el Medi interestel·lar.
- Observar la composició química de la atmosfera i la superfície de  cometes,  planetes i  satèl·lits.
- Examinar la química molecular de l'univers.

## Instruments
Disposa dels següents instruments: Photodetecting Array Camera and Spectrometer (PACS), Spectral and Photometric Imaging Receiver (SPIRE) i Heterodyne Instrument for the Far Infrared (HIFI).
PACS i SPIRE permetran observar Herschel en sis "colors" diferents dins de l'infraroig llunyà. Ambdós instruments poden funcionar com espectròmetres de baixa resolució. HIFI és un detector heterodí d'un sol píxel que funciona com espectròmetre de molt alta resolució.
Tots els instruments estan refrigerats per heli líquid superfluid. Algunes parts dels instruments PACS i SPIRE es refrigeren amb ³He per aconseguir temperatures (0,3 K) properes al zero absolut. Cada instrument es refreda per separat segons sigui usat per estalviar refrigerant.
Els instruments PACS i SPIRE poden observar com càmeres en manera paral·lel per aconseguir un nombre més gran de "colors" simultàniament. Aquesta manera d'observació és apropiat per escanejos de grans àrees amb una petita despesa addicional de refrigerant.

### PACS
PACS es compon en realitat de dos instruments independents: una càmera i un espectròmetre de camp integral. Tots dos funcionen a la banda de 55-210 micres. Només es pot utilitzar un dels dos instruments al mateix temps.
La càmera es compon de dos sensors fotomètrics multipixel. Pot observar en dues freqüències simultàniament, centrada la primera en 75 o 110 micres i la segona en 150 micres. El primer sensor té 64 × 32 píxels i el segon disposa de 32 × 16 píxels. El camp de visió és d'1,75 × 3,5 minuts d'arc i la resolució de la càmera és, per a tots dos sensors, superior a la determinada pel límit de difracció del telescopi amb el que s'aconsegueix la màxima resolució possible a aquestes freqüències.
L'espectròmetre de camp integral té un camp de visió de 47 × 47 segons d'arc mostrejat per 5 × 5 píxels en la dimensió espacial. La resolució espectral veu des d'uns 75 a uns 300 km/s amb una cobertura d'uns 1500 km/s. També disposa de dos sensors, Bolòmetres en aquest cas, que permeten observar en dues bandes simultàniament.

### SPIRE
SPIRE disposa d'una càmera fotomètrica que pot observar en tres freqüències simultànies, centrades en 250, 350 i 500 micres, i d'un espectròmetre de transformada de Fourier. Tots els sensors són Bolòmetres refrigerats a 0,3 K amb ³He.
La càmera pot observar en les tres bandes simultàniament. Els detectors individuals dels sensors s'alineen en una matriu hexagonal distribuïda de tal manera que 10 dels detectors de cadascun dels 3 sensors es troben alineats. El sensor centrat en 500 micres disposa de 43 detectors, el centrat en 350 micres de 88 i el centrat en 250 micres de 139. El camp de visió és de 4 × 8 minuts d'arc.
L'espectròmetre pot observar en dues bandes, 194-324 micres i 316-672 micres, amb 37 i 19 detectors respectivament. La resolució espectral es pot ajustar a valors entre 300 i 24000 km/s amb una cobertura que pot anar d'uns 2500-200000 km/s depenent del sensor, la freqüència i la configuració.

### HIFI
HIFI és un espectròmetre de molt alta resolució que només pot observar un punt. L'instrument disposa de 7 mescladors del sistema heterodí que es corresponen amb diferents rangs de freqüència. Els 2 de freqüències més altes, de 1410 GHz a 1910 GHz (157-213 micres) són mescladors HEB (Hot Electron Bolometer; bolòmetre d'electrons calents, en català) i els 5 de freqüències més baixes de 480 GHz a 1250 GHz (240 a 625 micres) són mescladors SIS (Superconductor Isolator Superconductor; superconductor aïllant superconductor en català). L'amplada de banda de l'observació espectral és de 2,4 o 4 GHz depenent del tipus de mesclador. D'aquesta manera s'obtenen resolucions espectrals màximes des 0,02-0,6 km/s en cobertures des 625-2500 km/s, depenent de la freqüència.
El rang de freqüències de HIFI és molt similar al de SPIRE. SPIRE, en ser un bolòmetre multipixel és molt sensible a la radiació contínua i aquesta adaptat per fer imatges, però no és apropiat, en general, per a l'observació de  línies espectrals. Encara HIFI sol té un píxel amb la seva sensibilitat i resolució espectral és molt apropiat per a aquest tipus d'observacions.

## Descobriments

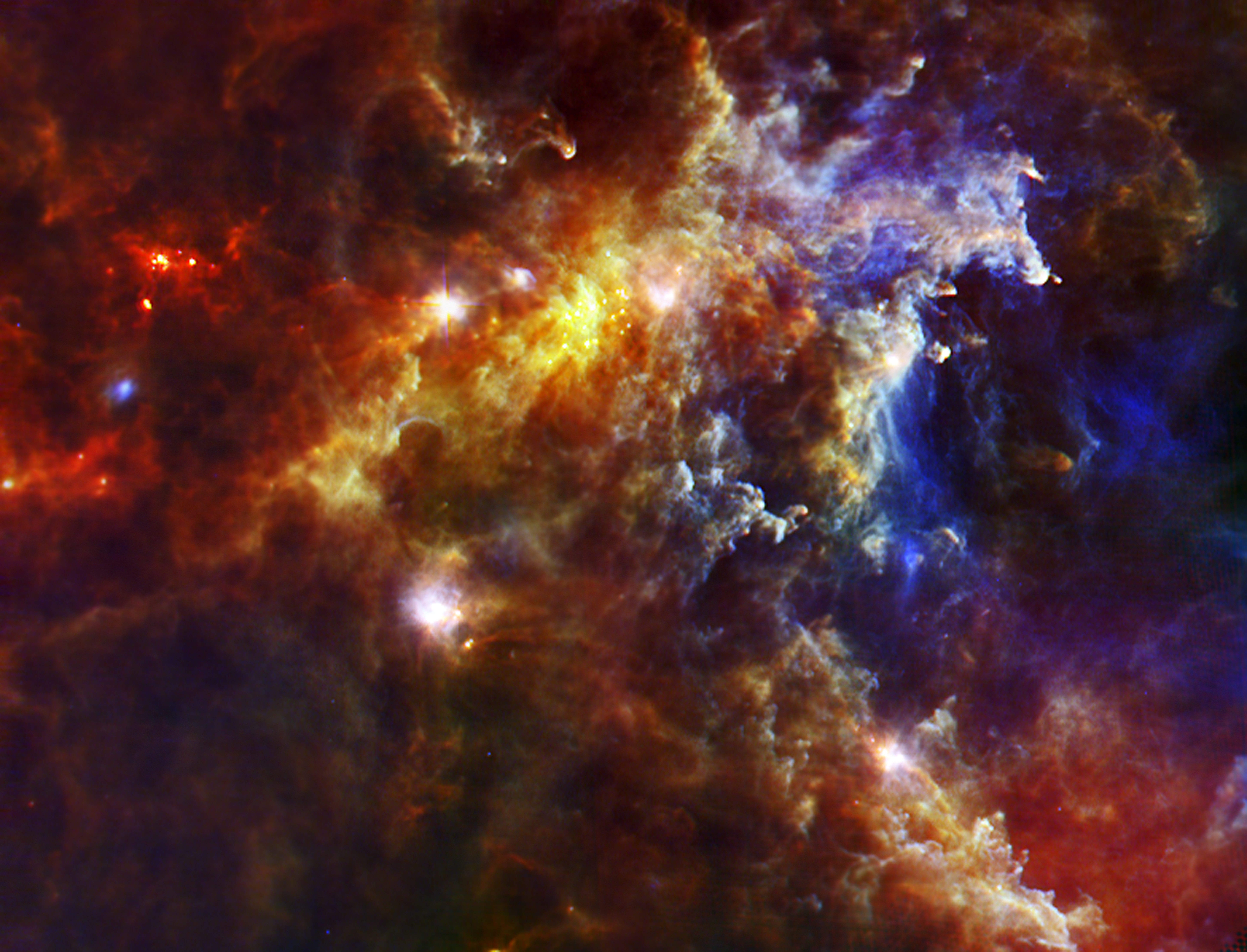
Imatge de la Nebulosa Roseta capturada per Herschel

El 21 de juliol del 2009, la posada en marxa d'Herschel es va declarar reeixida, cosa que va permetre l'inici de la fase operativa. Es va declarar un traspàs formal de la responsabilitat general d'Herschel del director Thomas Passvogel al director de la missió Johannes Riedinger.

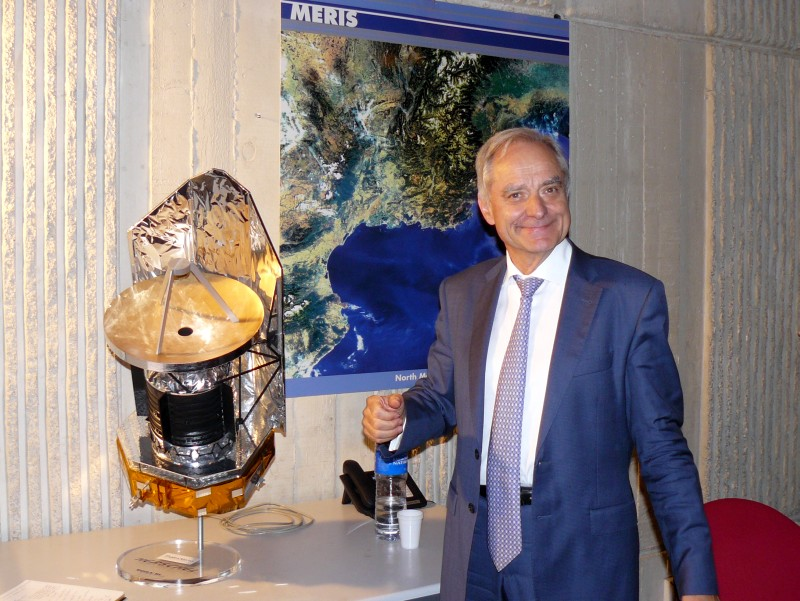
André Brahic, astrònom, durant una conferència al Centre espacial de Cannes Mandelieu

Herschel va tenir un paper decisiu en el descobriment d'un pas desconegut i inesperat en el procés de formació estel·lar. La confirmació inicial i posterior verificació a través de l'ajuda de telescopis terrestres d'un gran forat d'espai buit, que anteriorment es creia que era una nebulosa fosca, a l'àrea de NGC 1999 va llançar nova llum a el camí recentment formant regions estel·lars que rebutgen el material que les envolta.
En juliol de 2010, un número especial d′Astronomy and Astrophysics es va publicar amb 152 articles sobre els resultats inicials de l'observatori.
L'octubre del 2010 es va publicar un segon número especial d′Astronomy and Astrophysics sobre l'únic instrument HIFI, a causa de la seva falla tècnica que el va deixar fora de servei durant 6 mesos entre l'agost del 2009 i el febrer del 2010.
L'1 d'agost de 2011 es va informar que l'oxigen molecular s'havia confirmat definitivament a l'espai amb el telescopi espacial Herschel, la segona vegada que els científics troben la molècula a l'espai. Havia estat prèviament informat per l'equip d'Odin.
Un informe d'octubre de 2011 publicat a "Nature" afirma que els mesuraments d'Herschel dels nivells de deuteri a l'estel Hartley 2 suggereixen que gran part de l'aigua de la Terra podria provenir inicialment d'impactes cometaris. El 20 d'octubre del 2011, es va informar que s'havia descobert vapor d'aigua freda equivalent a oceans al disc d'acreció d'una estrella jove. A diferència del vapor d'aigua calenta, prèviament detectat prop de les estrelles en formació, el vapor d'aigua freda seria capaç de formar estels que després podrien portar aigua als planetes interiors, com es teoritza per a l'origen de l'aigua a la Terra.
El 18 d'abril de 2013, l'equip d'Herschel va anunciar en un altre article de "Nature" que havia localitzat una galàxia estel·lar excepcional que produïa més de 2.000 masses solars d'estrelles a l'any. La galàxia, anomenada HFLS3, està ubicada a z = 6.34, originant-se només 880 milions d'anys després del big-bang.
Tot just uns dies abans del final de la seva missió, l'ESA va anunciar que les observacions d'Herschel havien portat a la conclusió que s'havia enviat aigua a Júpiter com a resultat de la col·lisió del cometa Shoemaker–Levy 9 el 1994.
El 22 de gener de 2014, científics de l'ESA utilitzant dades d'Herschel van informar de la detecció, per primera vegada definitiva, de vapor d'aigua al planeta nan, Ceres, l'objecte més gros del cinturó d'asteroides. La troballa és inesperada perquè els cometes, no els asteroides, normalment es consideren "dolls i plomalls". Segons un dels científics, "les línies es tornen cada vegada més borroses entre els estels i els asteroides."